# Bergdala glasbruk

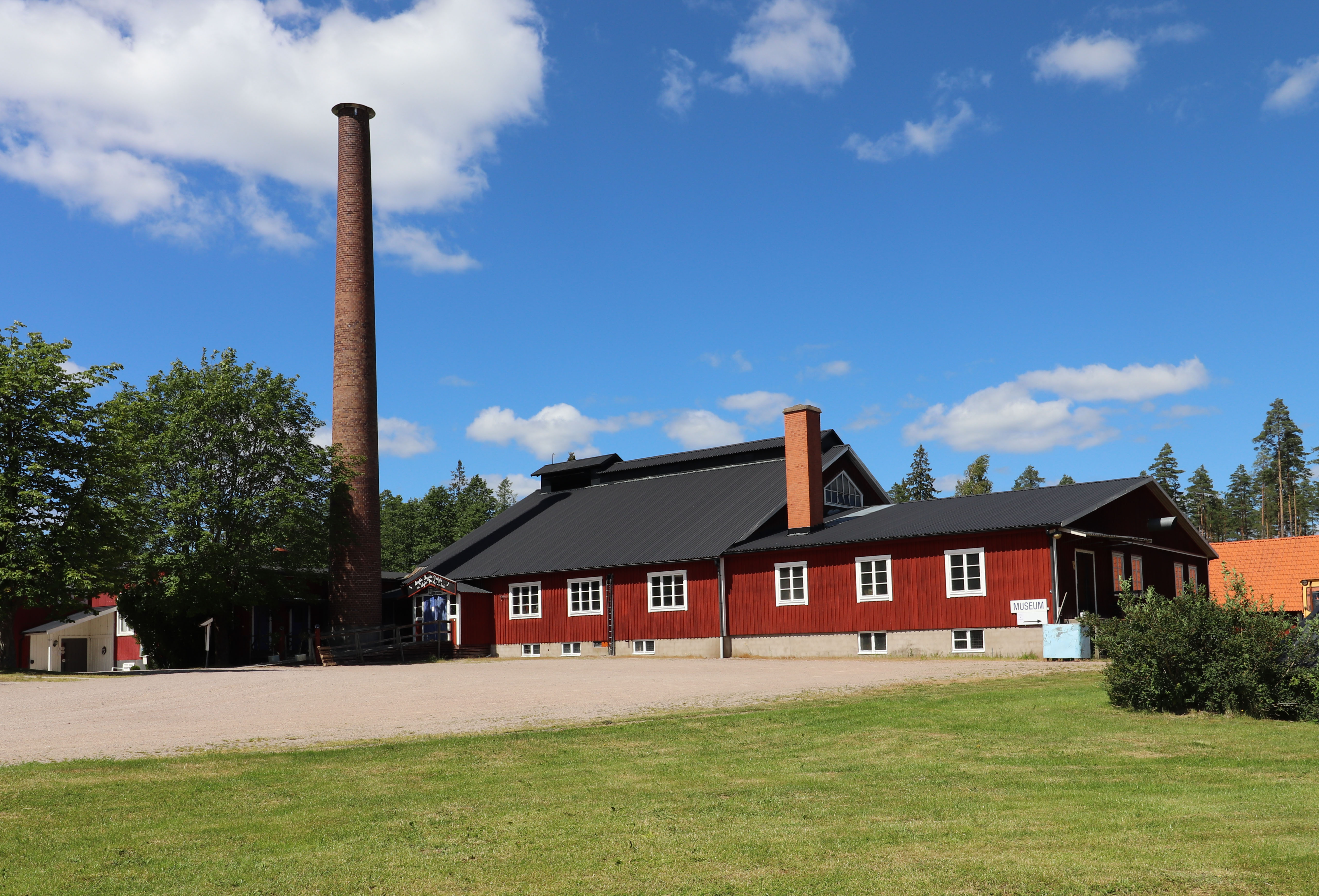
Bergdala glasbruk

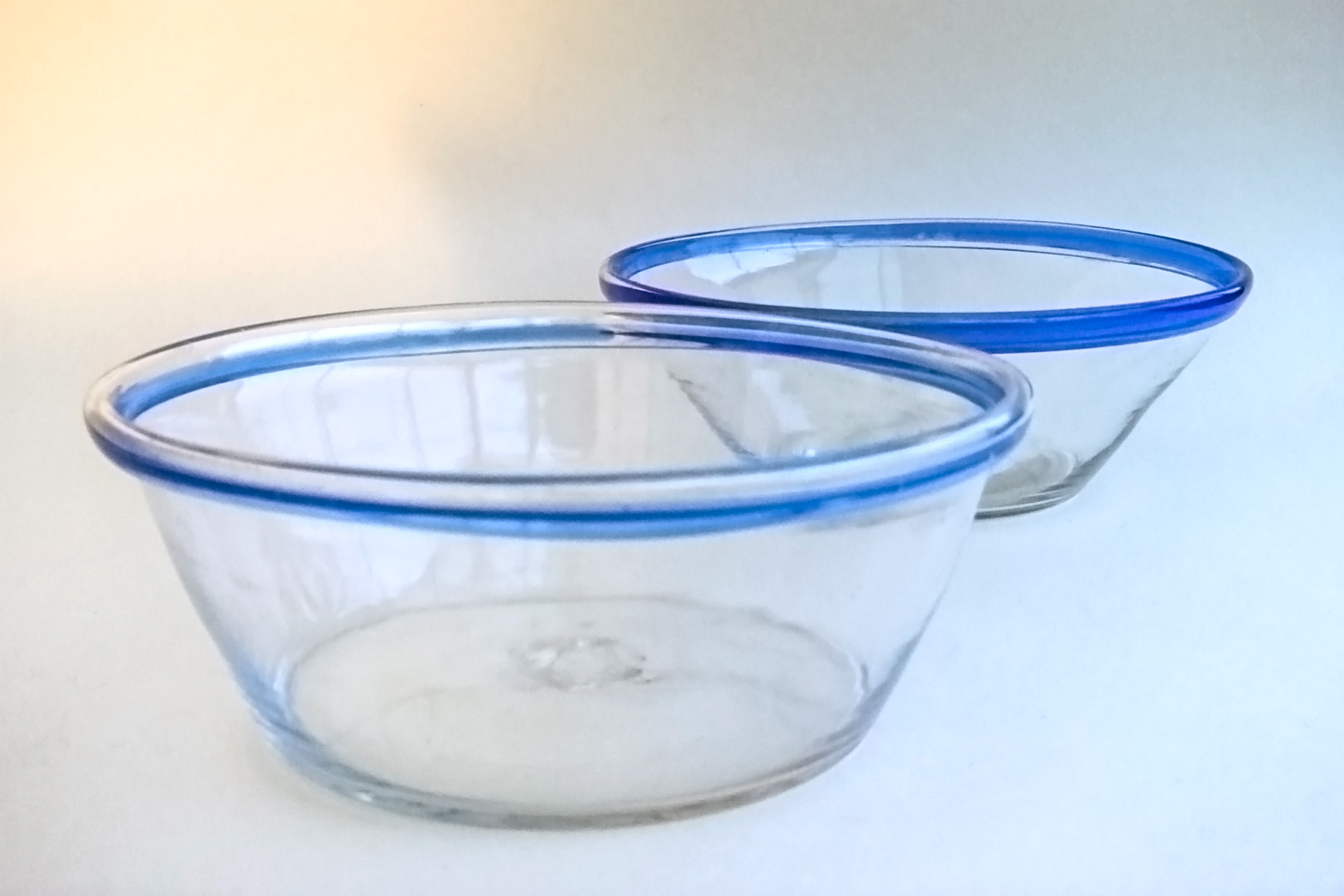
Äldre filbunkeskålar, handblåsta på Bergdala glasbruk..

Bergdala glasbruk i byn med samma namn i Lessebo kommun är ett av är Glasrikets mindre bruk. 
Glasbruket är mest känt för tre glasprodukter: "filbunksskålar" gjorda i klarglas med blå rand överst, Bergdalatroll och namnskyltar i glas. Glasnamnen var en mycket populär produkt från 1970 till 1984 och tillverkades av brukspatron Elving Conradson själv. Bergdala var det enda bruk i Glasriket som gjorde dessa. 
Den första hyttan byggdes 1889 som andrabruk till Lindefors (idag Strömbergshyttan). Sedan den brunnit ner 1897 uppfördes en ersättare som stod ända till 1981. Efter branden 1981 byggdes den nya hyttan upp, som idag är en av glasrikets modernaste. Dessutom byggdes då ett nytt sliperi och en ny mängkammare.
Bergdala glasbruk fick nygamla ägare och öppnade åter i minskad omfattning i mars 2013, efter att några månader tidigare försatts i konkurs.
Sedan mars 2015 drivs bruket av Roger Johansson under namnet Bergdalahyttan.

## Glastillverkning

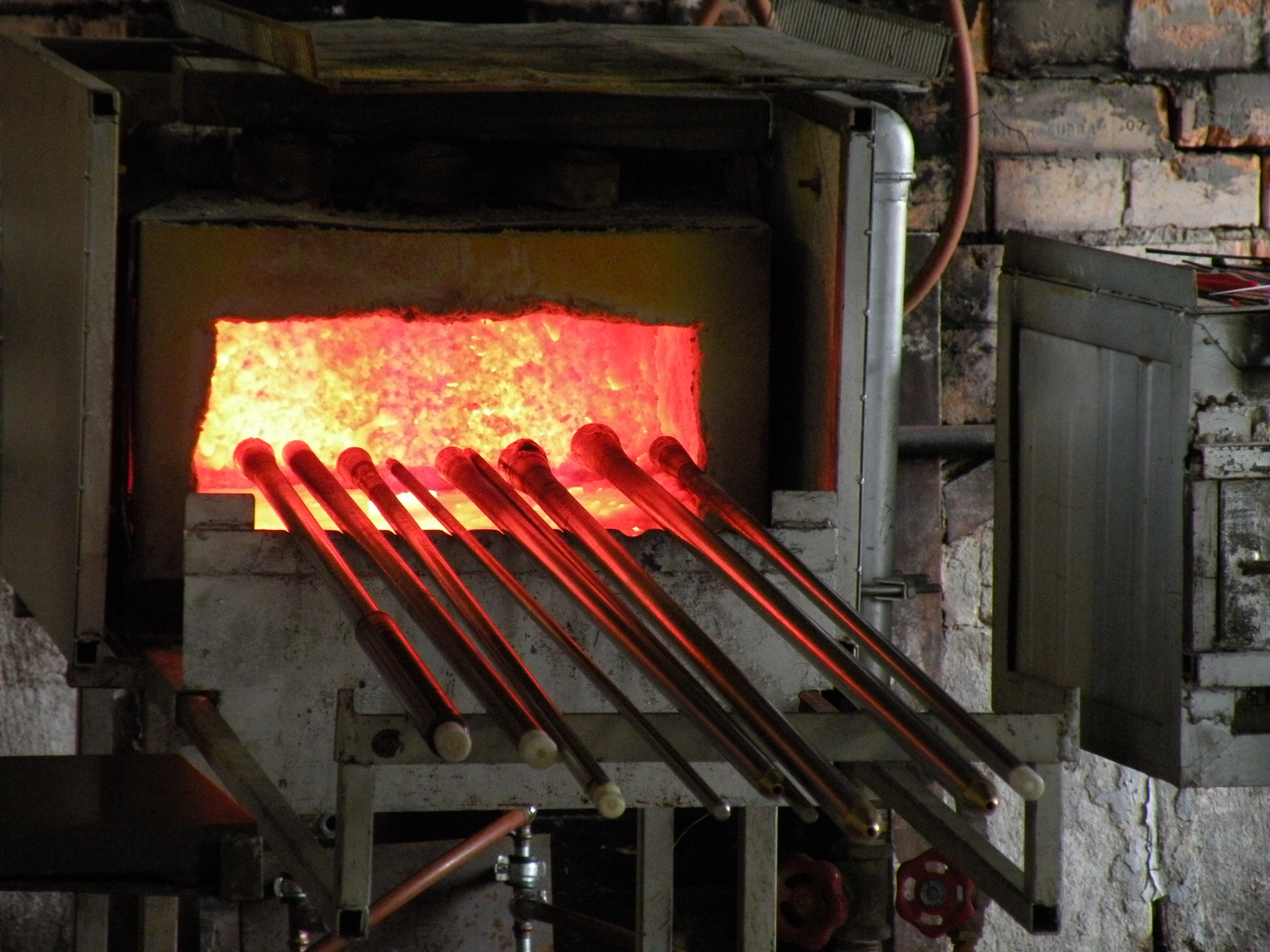
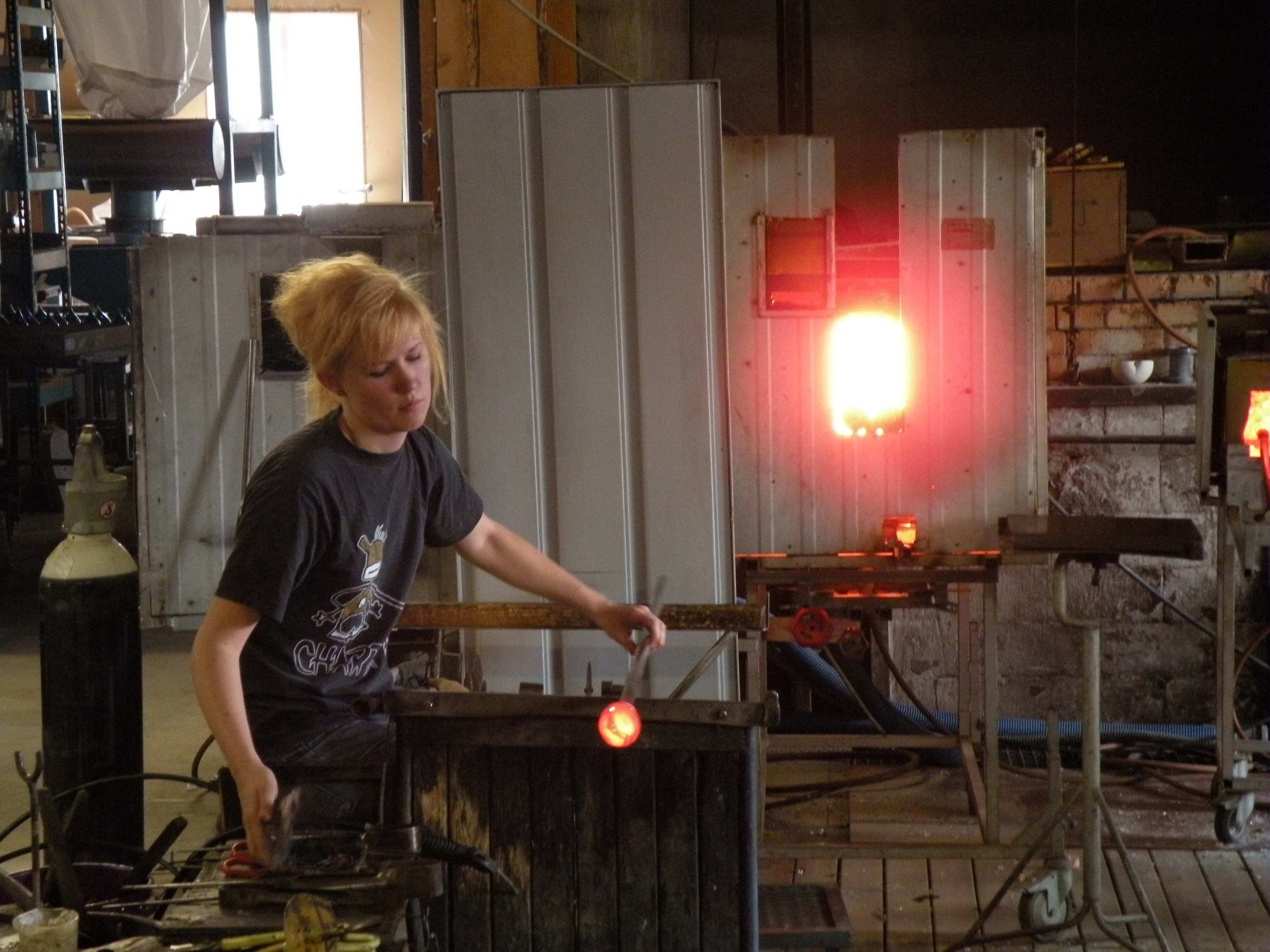
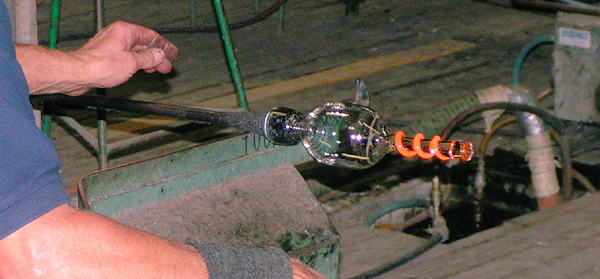
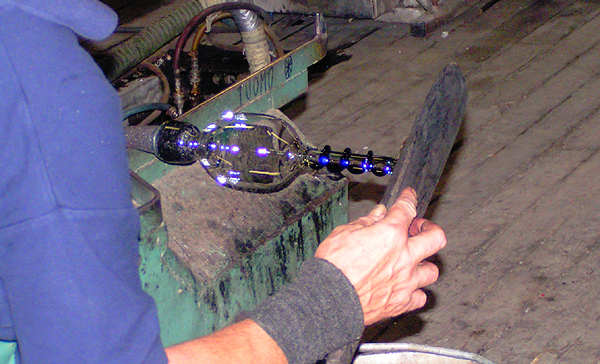